# VinFast Impes
VinFast Impes là một trong hai dòng xe máy điện tay ga được Công ty trách nhiệm hữu hạn sản xuất và Kinh doanh VinFast thiết kế, phát triển sản xuất và đưa ra thị trường ngày 12 tháng 9 năm 2019, tiếp nối dòng xe máy điện VF Klara năm 2018. Cùng với VF Ludo, VF Impes hướng tới đối tượng là học sinh trung học, mà chủ yếu là cấp 3.

## Cấu hình
Nguồn

## Hình ảnh

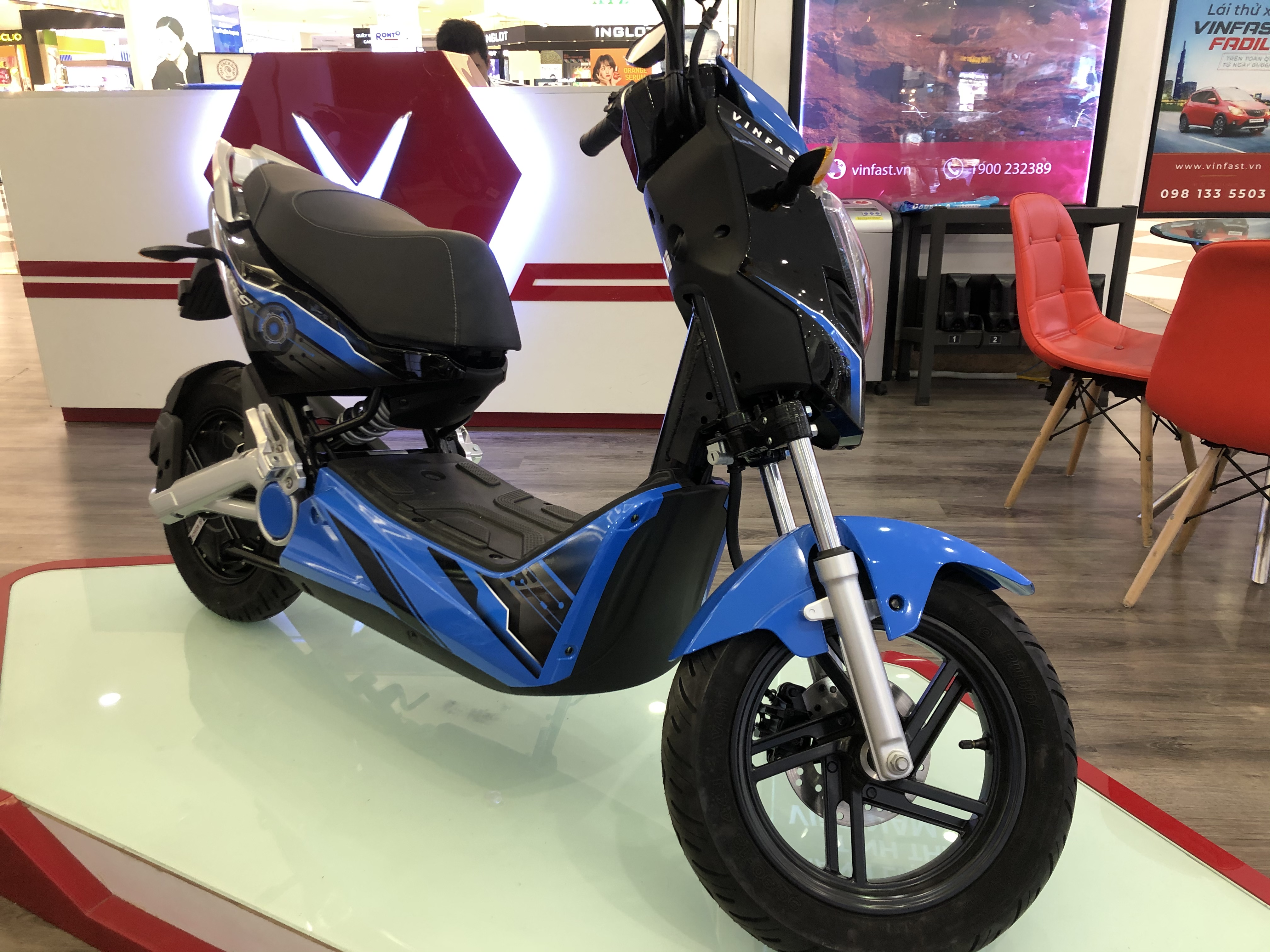
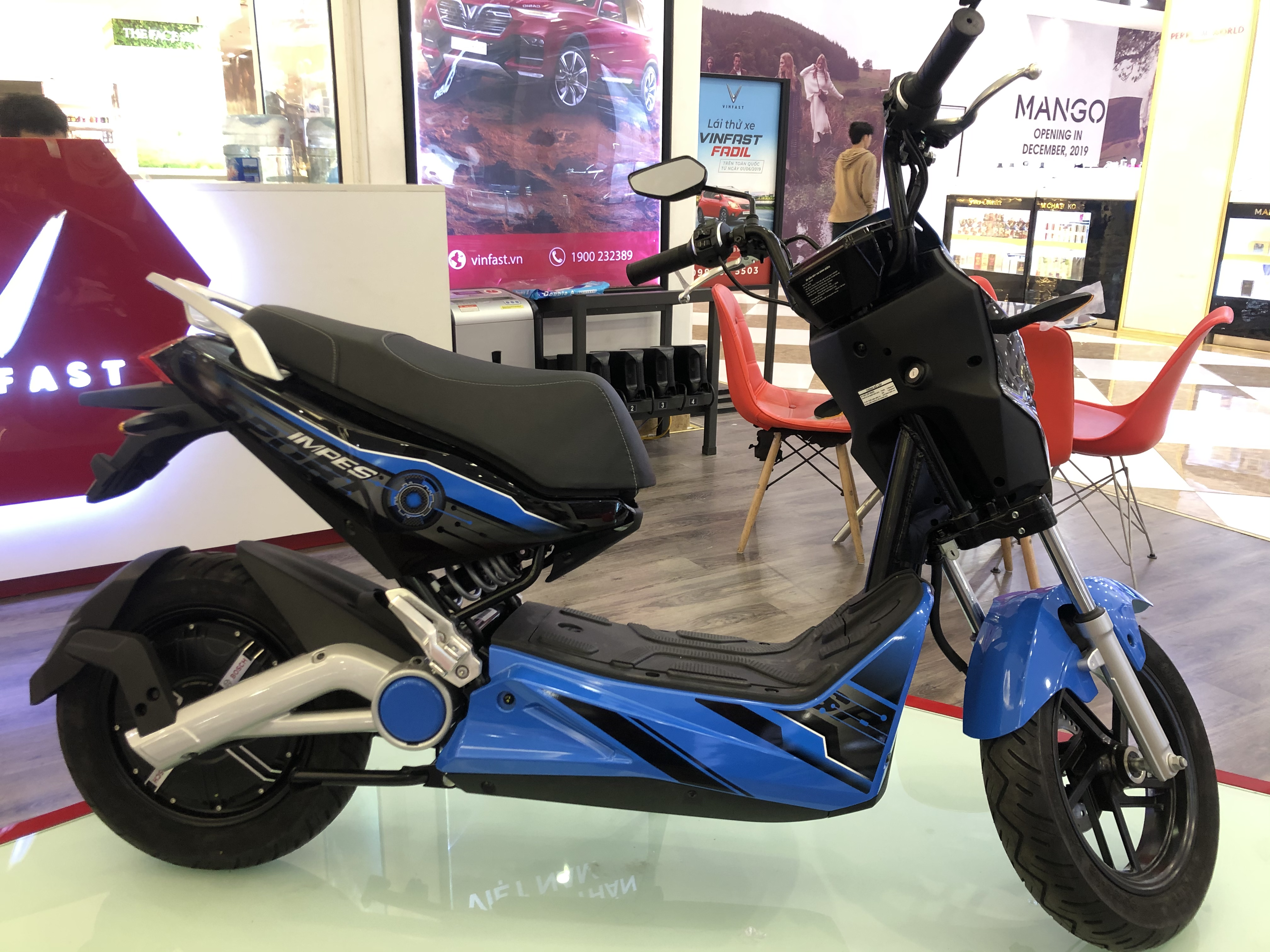
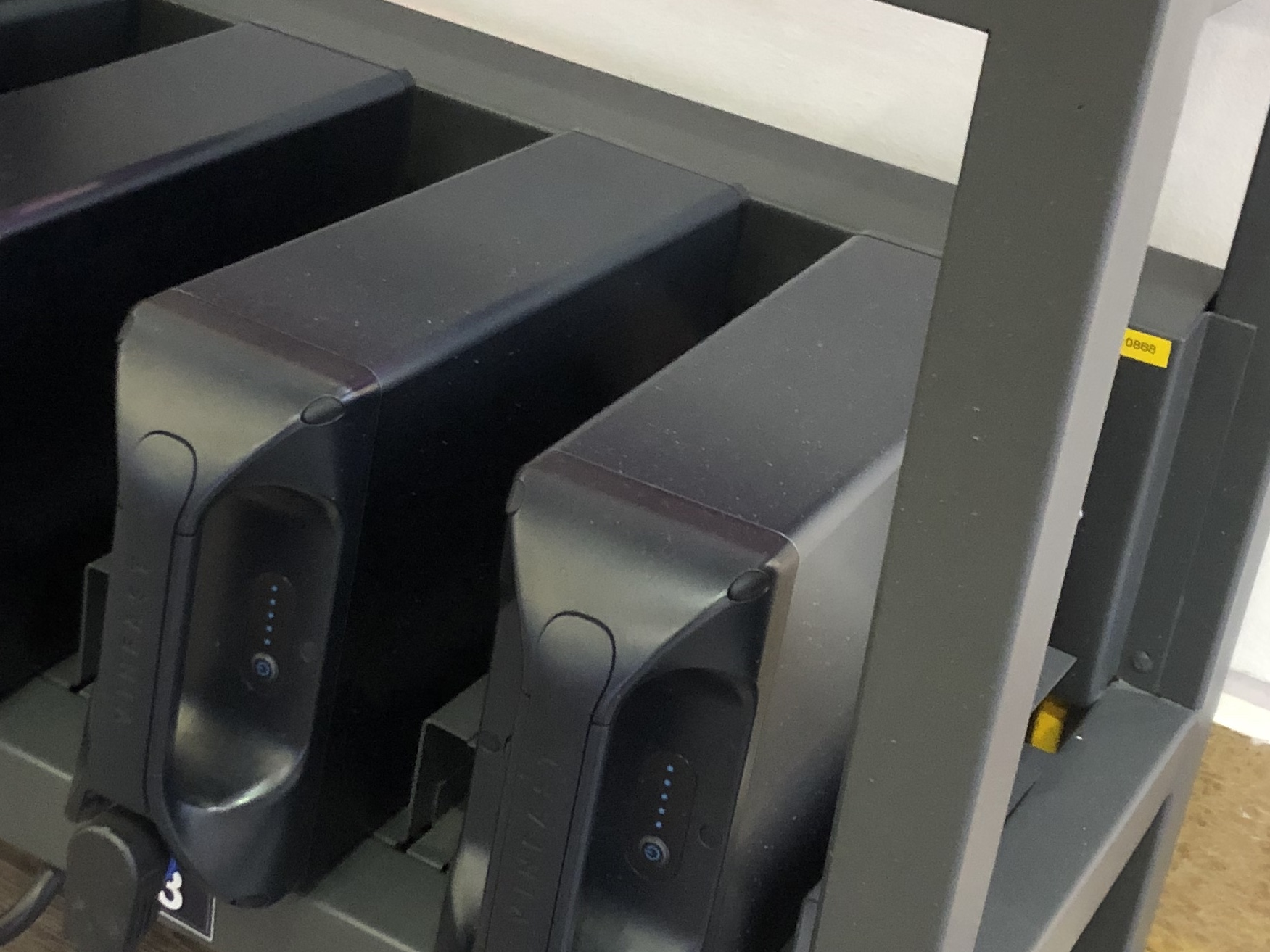
Pin
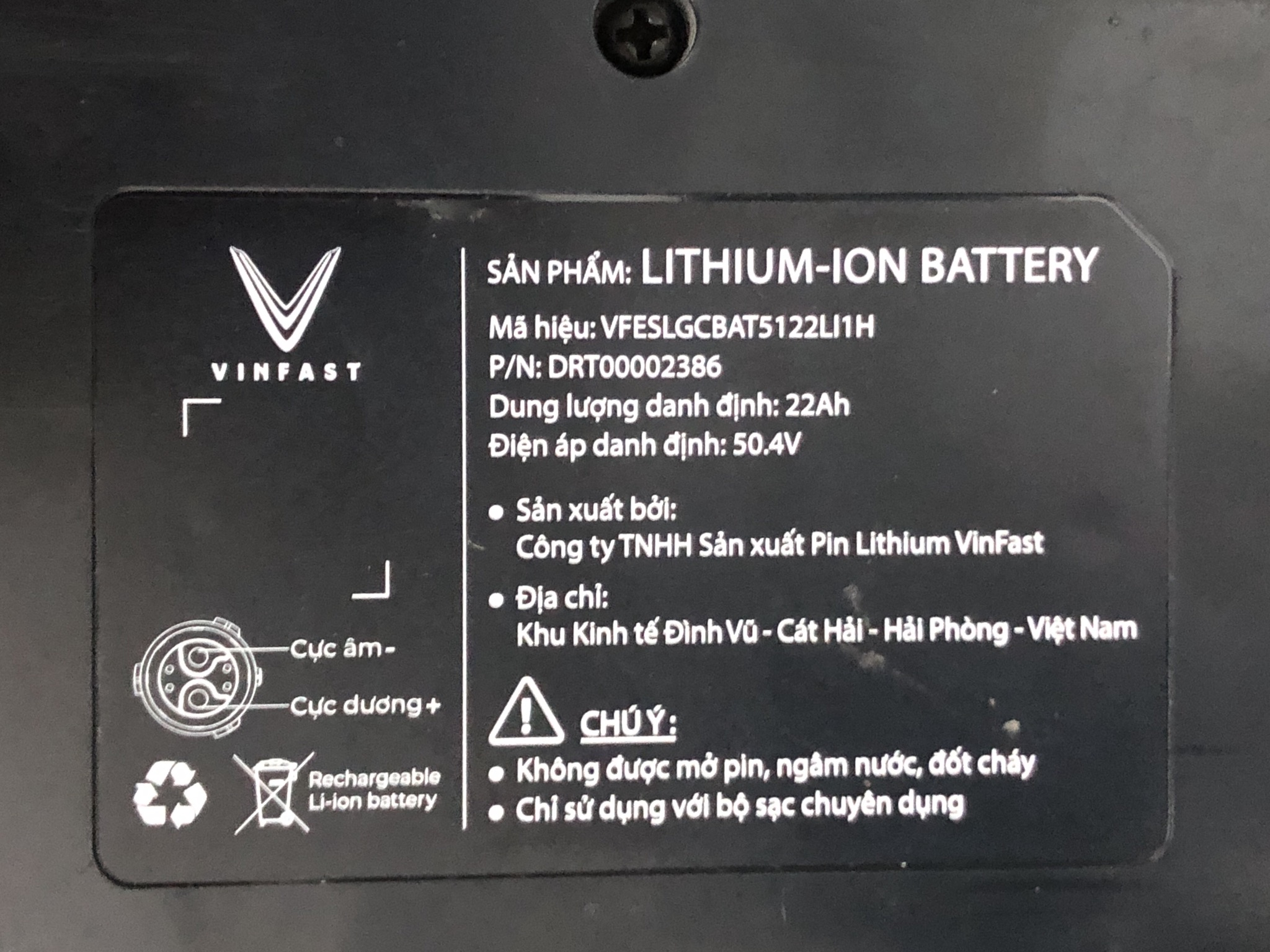